# Figure Number Five
Figure Number Five is het vijfde album van de Zweedse melodieuze-deathmetalband Soilwork, uitgebracht in 2003 door Nuclear Blast. Het was het eerste album waarop keyboardspeler Sven Karlsson songs begon te schrijven. Op het album worden ook meer keyboards en lichtere melodieën gebruikt. Het wordt dan ook als het commerciële album van de band gezien onder de fans. Bjorn "Speed" Strid vond dat er goede melodieën op stonden, maar dat het album intenser uitgewerkt had kunnen worden.

## Nummers
1. Rejection Role - 3:34
2. Overload - 3:44
3. Figure Number Five - 3:12
4. Strangler - 3:48
5. Light The Torch - 3:41
6. Departure Plan - 4:23
7. Cranking The Sirens - 3:26
8. Brickwalker - 3:45
9. The Mindmaker - 3:32
10. Distortion Sleep - 3:45
11. Downfall 24 - 3:55